# Dunster Castle
Dunster Castle är ett slott i Storbritannien.   Det ligger i grevskapet Somerset och riksdelen England, i den södra delen av landet, 230 km väster om huvudstaden London. Dunster Castle ligger 59 meter över havet.
Terrängen runt Dunster Castle är kuperad åt sydväst, men åt nordost är den platt. Havet är nära Dunster Castle åt nordost. Runt Dunster Castle är det ganska glesbefolkat, med 48 invånare per kvadratkilometer. Närmaste större samhälle är Minehead, 3,7 km nordväst om Dunster Castle. Trakten runt Dunster Castle består i huvudsak av gräsmarker.